# Becker und Maass
Becker & Maass (original bei Gründung Otto Becker & Maass, ab 1896 Otto Becker & Maass photogr. art. Atelier Heinr. Maass, publizistisch auch O. Becker und Maass und Becker & Maaß sowie ähnliche Schreibweisen) war ein Fotostudio in Berlin, das mit unterschiedlichen Fotografen und Inhabern vom 1. Januar 1890 bis dem Namen nach 18. August 1957 existierte. Es wurde nach der Wende zum 20. Jahrhundert vor allem durch die Fotografin und Eigentümerin Marie Boehm für ihre Porträts von Künstlern und Modefotografie bekannt, in den 1920er Jahren bis zu Boehms Emigration 1933 auch als Treffpunkt der gehobenen Kunst- und Kulturgesellschaft.

## Vorgeschichte: Atelier Otto Becker

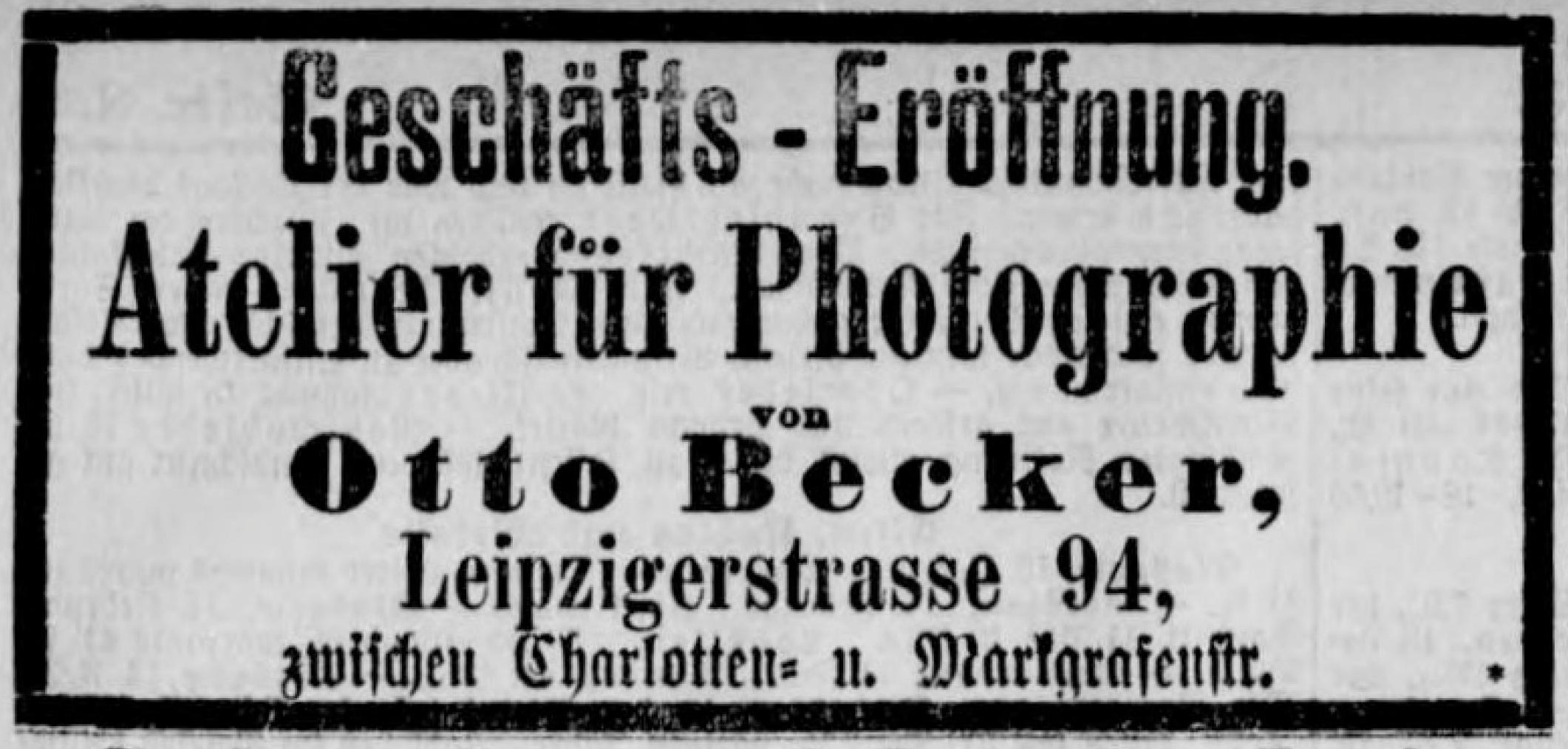
Zeitungsanzeige zur Eröffnung des Ateliers von Otto Becker 1885

Leipziger Straße im Jahr 1902; etwas die Straße hinunter auf der linken Seite befand sich die Nr. 94

Otto Paul Becker (1850–1892) war 1881 als nicht bevollmächtigter Gesellschafter in die Chemikalien-Handlung von Johanna Sachs ein- und knapp zwei Jahre später wieder ausgetreten. Zu dieser Zeit war er als Berliner und Fotograf ausgewiesen. In den Berliner Adressbüchern der Vorjahre ist er nicht eingetragen. Für das Jahr 1884 ist im Berliner Adressbuch ein Fotograf O. Becker als Mitarbeiter des Ateliers Theodor Prümm in der Straße Unter den Linden aufgeführt. Möglicherweise handelt es sich um die hier behandelte Person.
Im Februar 1885 kündigte Becker seine Ateliereröffnung in Berlins geschäftiger Leipziger Straße im Haus Nr. 94 an. Es lag zwischen Charlottenstraße und Markgrafenstraße.
Im gleichen Gebäude befanden sich u. a. neben Wohnungen Zigarren-, Möbel- und Vorkosthandlung, in den Häusern gegenüber u. a. Musikalien-, Buch- und Weingroßhandlung
Für das Jahr 1889 ist Becker als Mitglied des Photographischen Vereins zu Berlin nachgewiesen. In den Folgejahren machte Becker mit den üblichen Anzeigen in den Tageszeitungen Berlins auf sein Atelier aufmerksam, trat ansonsten jedoch in der sich rasant entwickelnden Fotografiekultur nicht weiter in Erscheinung. Überliefert sind gängige Porträtaufnahmen als Carte de Visite.

## Die ersten Jahre des Ateliers unter Otto Becker und Heinrich Maass
Zum 1. Januar 1890 gründeten Otto Paul Becker als wiederum nicht bevollmächtigter Gesellschafter und Heinrich Maass, der sich als Berliner Maler und Fotograf angab, die offene Handelsgesellschaft Firma Otto Becker & Maass. Die gemeinsame Lokalität war Beckers vormals allein geführtes Atelier. Das Atelier konnte einen gewissen Bekanntheitsgrad in Berlin aufweisen. 1891 versuchten sich die Inhaber auch überregional zu etablieren. So boten sie z. B. in Witten „Vergrößerungen auch nach kleinsten und verblassten Bildern“ an.
Otto Becker starb mit 42 Jahren „nach langem, schweren Leiden“ am 2. Januar 1892. In der Folge war Maass zunächst allein Inhaber, hatte sehr bald jedoch in rascher Folge wechselnde Gesellschafter, die jeweils Kaufmann als Beruf angaben. Er führte in dieser Zeit seine überregionalen Bestrebungen weiter, wobei der Anteil seiner Mitinhaber daran wie auch an der inhaltlichen Ausrichtung des Ateliers (Stand 2023) unklar ist. Gleichzeitig setzte er verstärkt auf Kundengewinnung mittels damals technisch hochwertiger Vervielfältigungsverfahren und Druckangebote wie Zinkografie, Autotypie, Niederschläge und Kupferdruckerei. Im Berliner Adressbuch für 1895 ist zusätzlich Photochemische Anstalt vermerkt.
Im Januar 1896 mündeten die Beteiligungswechsel in eine Teilung der Gesellschaft, woraus zwei fast namensgleiche Firmen entstanden: Otto Becker & Maaß photographisch artistisches Atelier Heinrich Maaß mit dem alleinigen Inhaber Heinrich Maaß und Otto Becker & Maaß Graphische Kunstanstalt Carl Schütte mit dem Inhaber Kaufmann Carl Schütte.
Für die Firma von Schütte sind (Stand 2023) keine fotografischen Aktivitäten bekannt. Seiner Ehefrau erteilte er 1898 Prokura. 1911 wurde die Firma laut Handelsregister in Carl Schütte umbenannt.
Zum 1. November 1896 übernahm von Maass die Buchhalterin Marie Boehm vertraglich das Atelier, das sie laut einer späteren Jubiläumsschrift zuvor schon mehrere Jahre geleitet hatte.
Heinrich Maass trat danach produktiv und gesellschaftlich nur noch als Maler (in wechselnden Ausrichtungen) auf.

## Aufschwung unter Marie Boehm

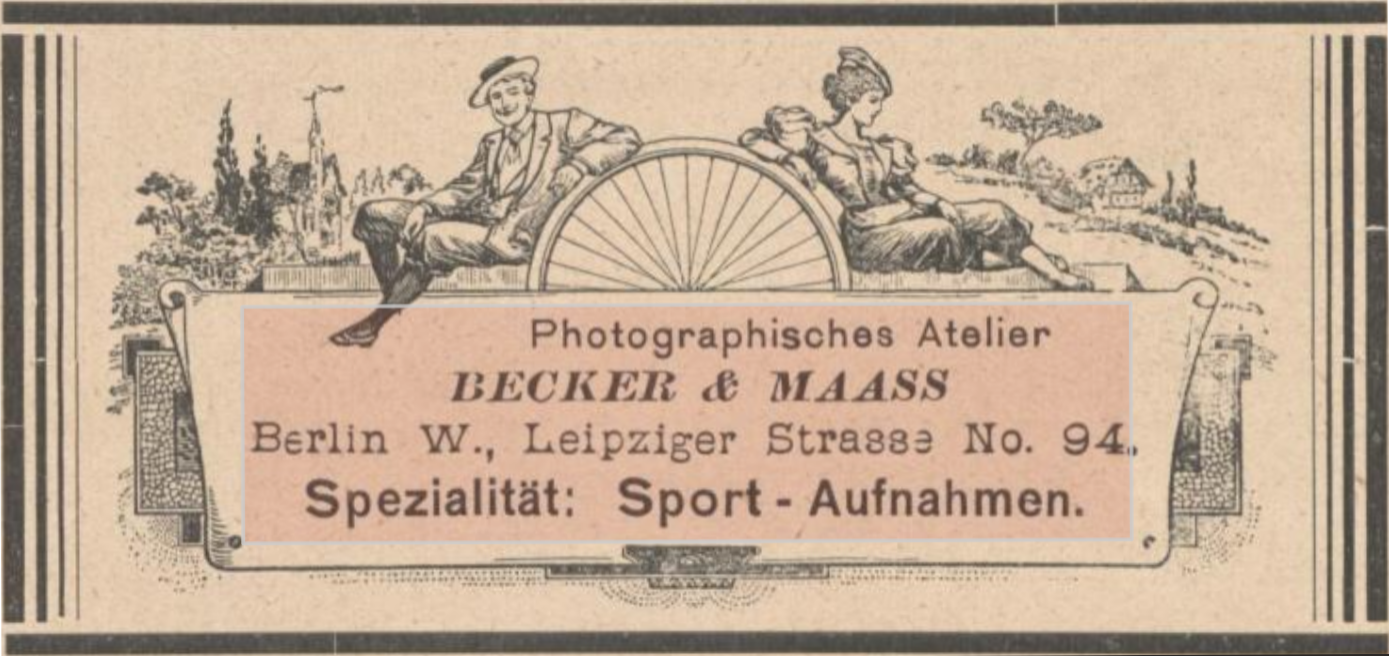
Anzeige in der Zeitschrift Die Radlerin (1898)

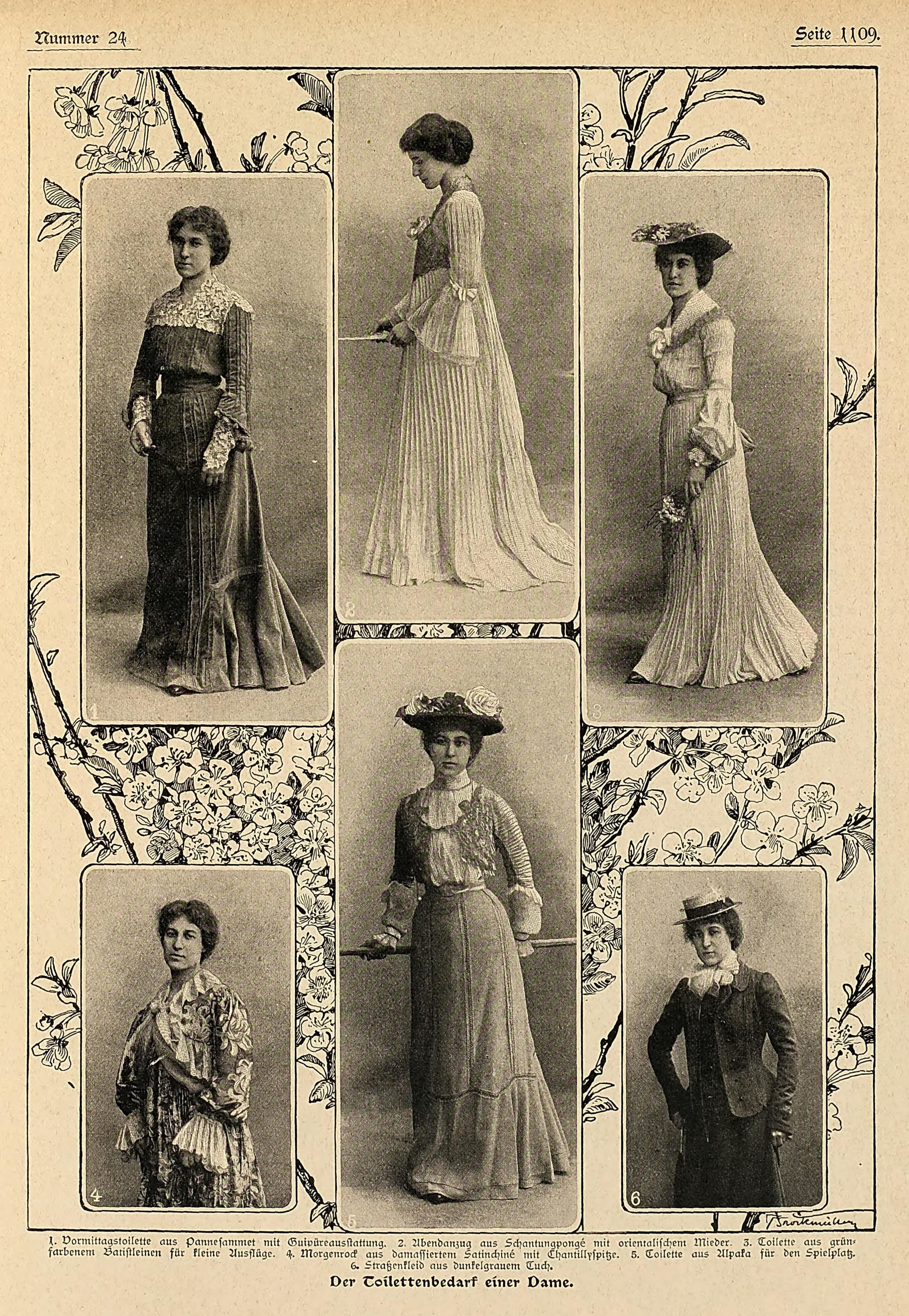
Zeitungsseite aus Die Woche von 1902. „Toilettenbedarf einer Dame“ meint zu jener Zeit den Bedarf an Kleidung, den eine Dame im Tageslauf hat.

### Atelierzeit Leipziger Straße
Den Firmennamen Otto Becker und Maaß photographisch artistisches Atelier Heinrich Maaß behielt Boehm bei und veröffentlichte weiterhin unter den bereits etablierten Kurzformen Otto Becker & Maass oder Becker & Maass. In der Kunstfotografie trat sie zu dieser Zeit meistens unter eigenem Namen auf. Bereits 1901 gab Boehm Unterricht in der Fotografie.
Geschäftlich suchte sich Boehm nach Übernahme des Ateliers zunächst auch als Sportfotografin zu profilieren. Doch ebenso gehörten Porträts, Außen- und Reiseaufnahmen sowie Fotos dinglicher Arrangements bereits um die Jahrhundertwende zum Repertoire. Das Fachblatt Papierzeitung berichtete:

„Künstlerpostkarten nennt Johannes Haacke in Berlin SW die in seinem Verlage erschienenen Bilderkarten. Sie sind nach Photographien von Becker & Maass in Lichtdruck angefertigt. Die Darstellungen sind verschiedensten Gebieten entlehnt. Kinderszenen jeder Art, ein Startbild von der Ruderregatta, Fantasiebilder mit Amoretten, Genien usw., kleine Genre-Szenen, Damenbildnisse usw. Der blaue Lichtdruck ist zum Theil vorzüglich.“

Boehm schaffte es, sich neben bereits auf die Belieferung von Tagespresse und Magazinen spezialisierten großen Fotoateliers wie Zander & Labisch auf dem Zeitungs- und Zeitschriftenmarkt zu etablieren. Dies fiel in eine Zeit starker Presse-Konkurrenz der Berliner Großverleger Leopold Ullstein, August Scherl und Rudolf Mosse (vor allem seit 1898 als sogenannter „Zeitungskrieg Ullstein-Scherl“) und eines wachsenden Bilderbedarfs.
Beispielhaft angeführt sei hier Die Woche aus dem Verlag August Scherls. Während Boehm im Jahrgang 1900 kaum mit Fotos (oder für diese nicht angezeigt) vertreten war, ist 1902/1903 Becker & Maass jenseits etlicher Einzelaufnahmen mehrfach schon im Titel zur Artikelillustration ausgewiesen. Dabei zeichnete sich bereits eine starke Ausrichtung auf Modefotografie ab:
- Haarpflege bei Kindern. Hierzu 4 Spezialaufnahmen für „die Woche“ von Becker & Maaß, Berlin.[33]
- Moderne Hauskleider. Hierzu 6 photographische Aufnahmen von Becker & Maaß, Berlin.[34]
- Neue Frühjahrshüte. Hierzu 6 Aufnahmen von O. Becker & Maaß, Berlin.[35]
- Kindermoden. Hierzu 5 Spezialaufnahmen für die „Woche“ von Becker & Maaß, Berlin.[36]
- Der Toilettenbedarf einer Dame. Hierzu 6 Aufnahmen von Becker & Maaß, Berlin.[37]
- Jenny Springer: Wie Tiere leiden. Hierzu 5 Aufnahmen von Otto Becker & Maaß, Berlin.[38]

Anschaulich wird mit dieser Liste zudem der unterschiedliche Gebrauch des Ateliernamens.
Eine von Boehms ersten größeren Arbeiten für die illustrierte Presse waren 1903 die ersten Aufnahmen von den Schauspielern in Maxim Gorkis Schauspiel Nachtasyl, das damals sehr erfolgreich im Kleinen Theater Unter den Linden lief. Danach war sie „in den Kreisen von Theater, Literatur und Kunst sehr geschätzt“. In den Folgejahren trat Boehm zunehmend als Porträtfotografin gesellschaftlicher Akteure, v. a. von Künstlern in Erscheinung. Für die Zeit bis 1904 waren das beispielsweise Rudolf Rittner, Eduard von Winterstein und Agnes Sorma.
Direkt gegenüber dem Haus Leipzigerstrasse 94 lag das Wohn- und Geschäftshaus Nr. 38 des Kaufmanns Louis Blumenthal, der unter anderem eine Geschäftsbücherfabrik, eine Buchdruckerei und Lithographische Anstalt betrieb und hier um die Jahrhundertwende neben Kunst-, Luxus-, Galanterie- und Lederwaren auch die für Fotografen wichtige Papierkonfektionierung anbot. Spätestens ab 1902 bis 1909 verlegte Blumenthal Porträtpostkarten vor allem mit Künstleraufnahmen von unterschiedlichen Fotografen. Auch Boehm gehörte häufig dazu.

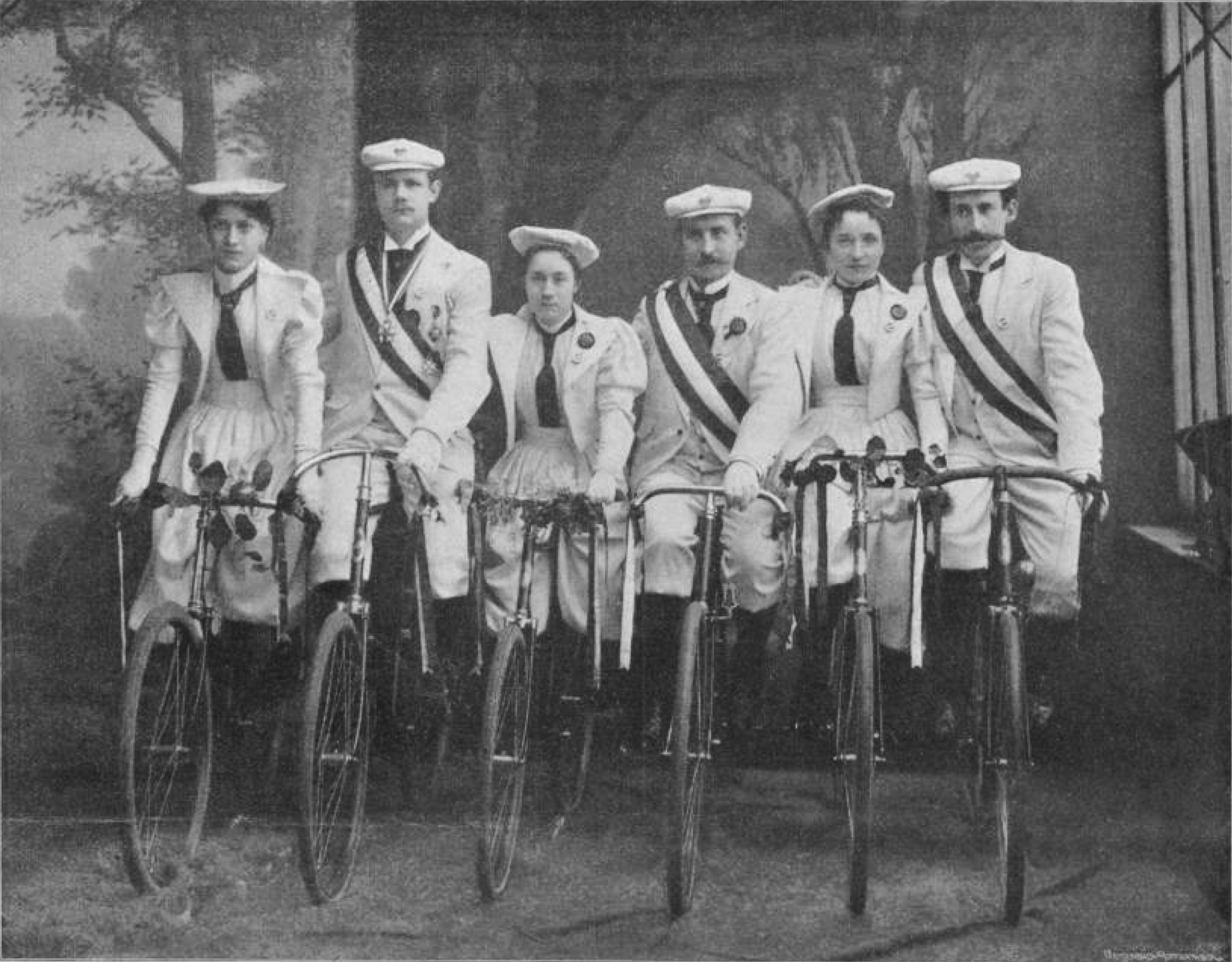
1898. Gruppe aus dem Zwölferreigen eines Berliner Radfahrer-Vereins
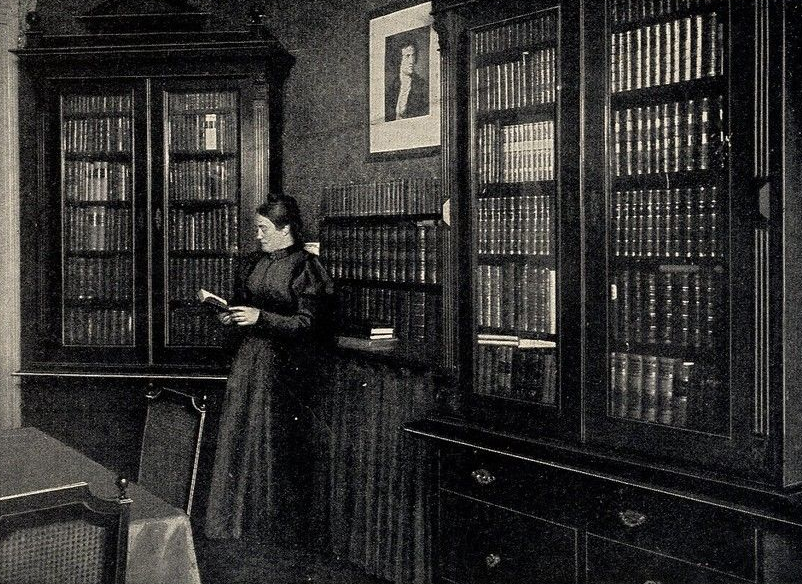
1899. Die Frauenrechtlerin Helene Lange in ihrer Bibliothek
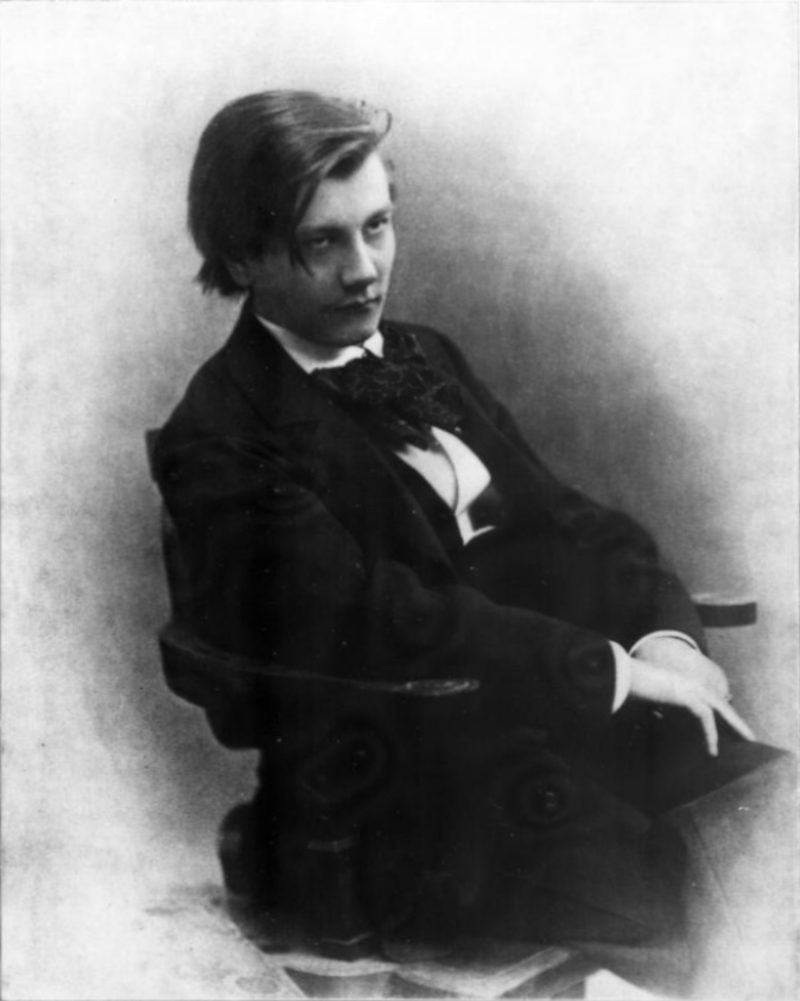
1900 (oder etwas früher). Der junge Komponist Ernst von Dohnányi
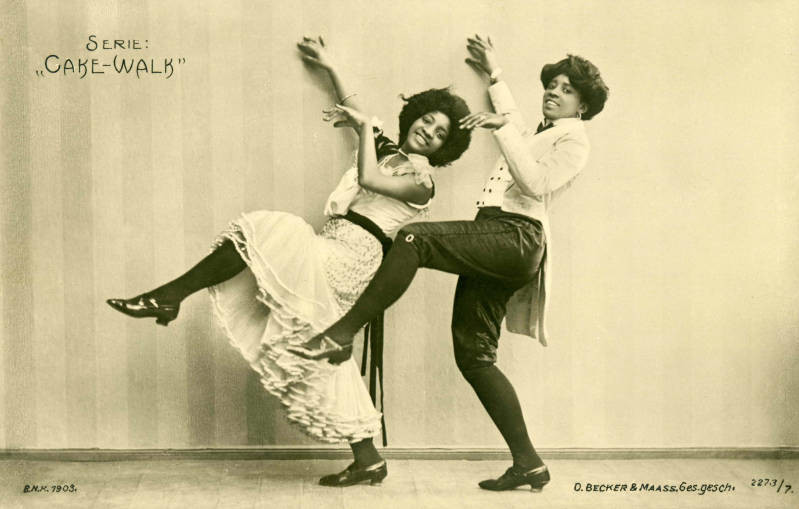
1903. Aus der Postkartenserie zur  Darstellung von Cakewalk-Posen
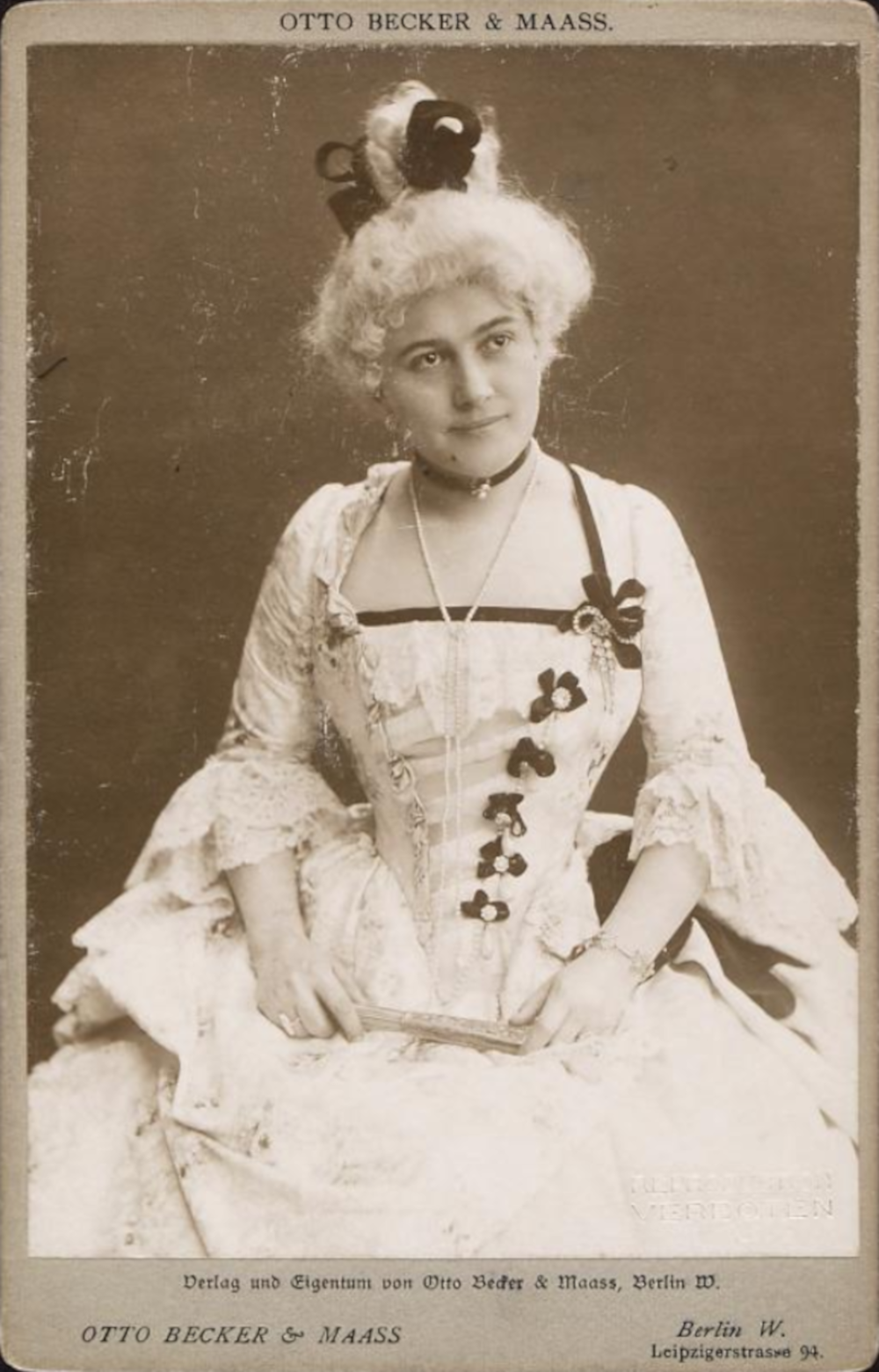
1904. Eigenverlegte Rollenporträt-Postkarte mit Agnes Sorma als Minna von Barnhelm

### Atelierzeit Charlottenstraße

Charlottenstraße 50–51 im Jahr 1887

Durch den Abriss des Hauses Leipziger Straße musste sich Boehm 1904 neue Räumlichkeiten suchen. Mit dem Umzug in die Charlottenstraße 50–51, Ecke Französische Straße, vergrößerte sie sich und wertete gleichzeitig ihren Atelierstandort auf. Er befand sich nun direkt am Gendarmenmarkt gegenüber der Französischen Friedrichstadtkirche und unweit des Königlichen Schauspielhauses. Das Königliche Opernhaus erreichte man mit lediglich fünf Minuten Fußweg. Boehms neues Quartier prägte das Straßenbild und ist auf vielen zeitgenössischen Ansichtskarten des Gendarmenmarkts sichtbar. Das Gebäude mit seinem markanten, stumpf geschlossenen Eckturm war erst neun Jahre vor Boehms Einzug als repräsentatives Wohn- und Geschäftshaus nach Plänen des Eigentümers Maurermeister G. Schwartz fertiggebaut worden. Die Fassadengestaltung hatte dieser von den bekannten Architekten Paul Stegmüller und Ernst von Ihne modern entwerfen lassen. Kunden konnten bequem einen Fahrstuhl benutzen.
Im gleichen Haus befanden sich hier zu Boehms Atelierzeit u. a. eine Niederlassung der Emil Wünsche AG, die sowohl Kameras als auch Fotografenzubehör herstellte, die Verlagsbuchhandlung Priber & Lammers sowie das Restaurant Münchener Löwenbräu.

„Die vielen Schaukästen an dem Eckhause Französische Strasse fesselten die Passanten immer durch die Porträts von Personen des öffentlichen Lebens, wobei der natürliche Ausdruck der Dargestellten und die geschmackvollen Aufmachungen immer wieder auffielen.“

Literarisch-überschwänglich verarbeitete dies Else Lasker-Schüler in einem Essay.
Für Blumenthals Postkarten lieferte Boehm weiterhin zahlreiche Porträtfotos. Nachdem Blumenthal sich ca. 1909/10 zur Ruhe gesetzt hatte, arbeitete sie mit dessen früherem Geschäftsmitinhaber Hermann Leiser, der die Firma als reinen Kartenverlag weiterführte, zusammen. Für das Jahr 1911 ist zudem das Anfertigen von Karten mittels Kupferätzung belegt.
Im Juni 1914 kam es zu einem großen Brand im Haus, der von Boehm einen Arbeitsraum und das Kopierhaus zerstörte. Das Atelier selbst war verschont geblieben.

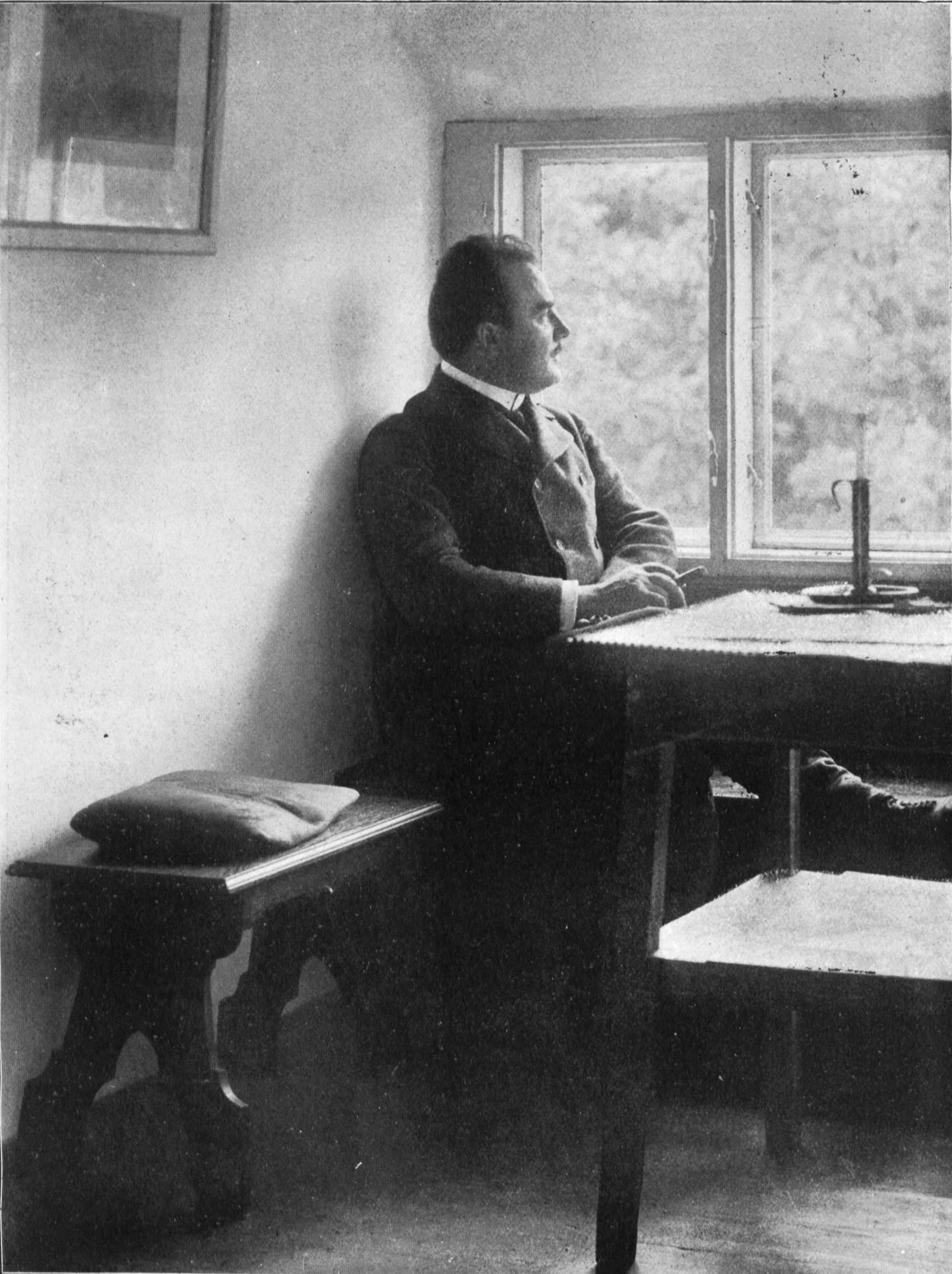
1909. Rudolf Rittner in seinem Zuhause in Weissbach
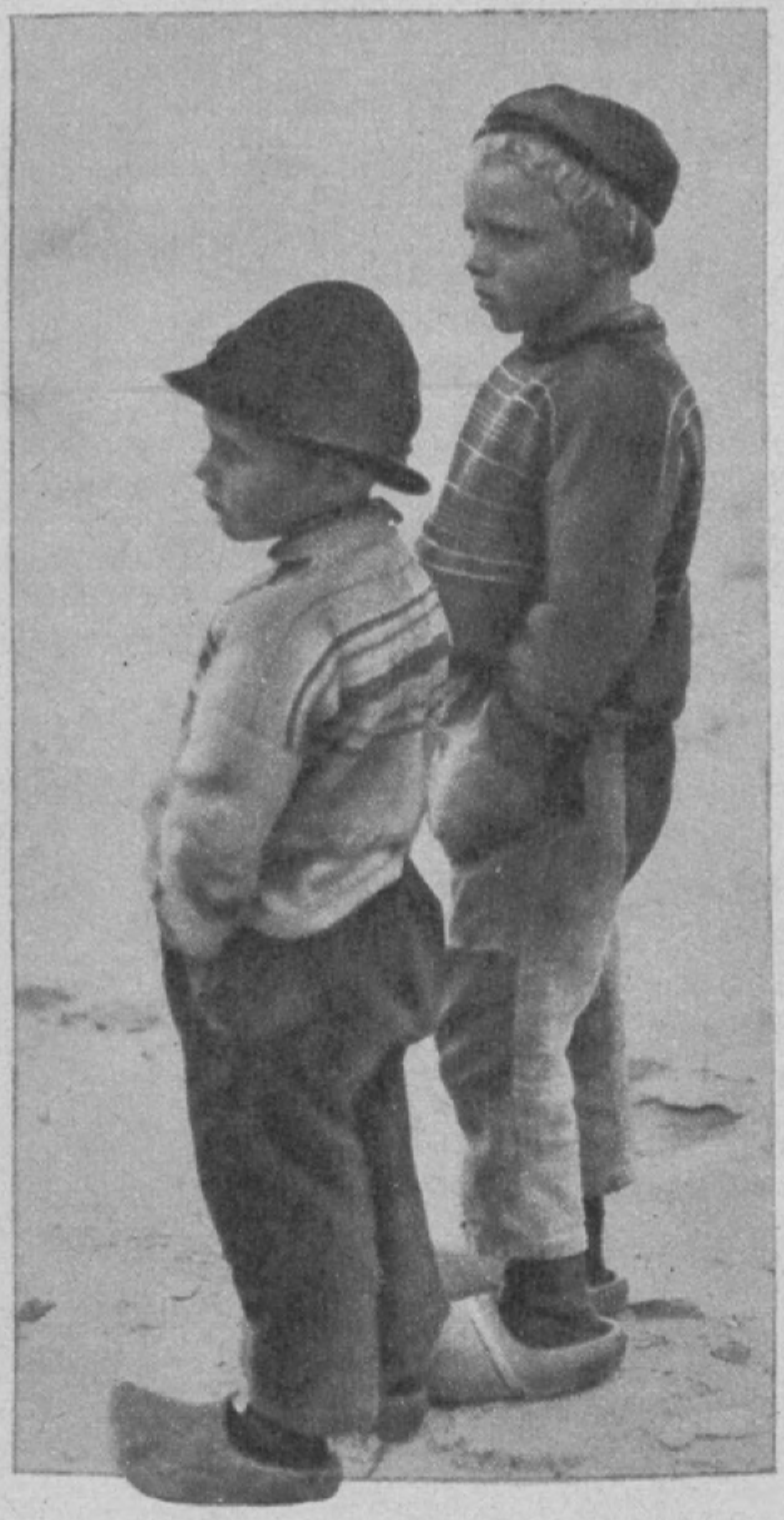
1909. Außenaufnahme. Zwei niederländische Jungen
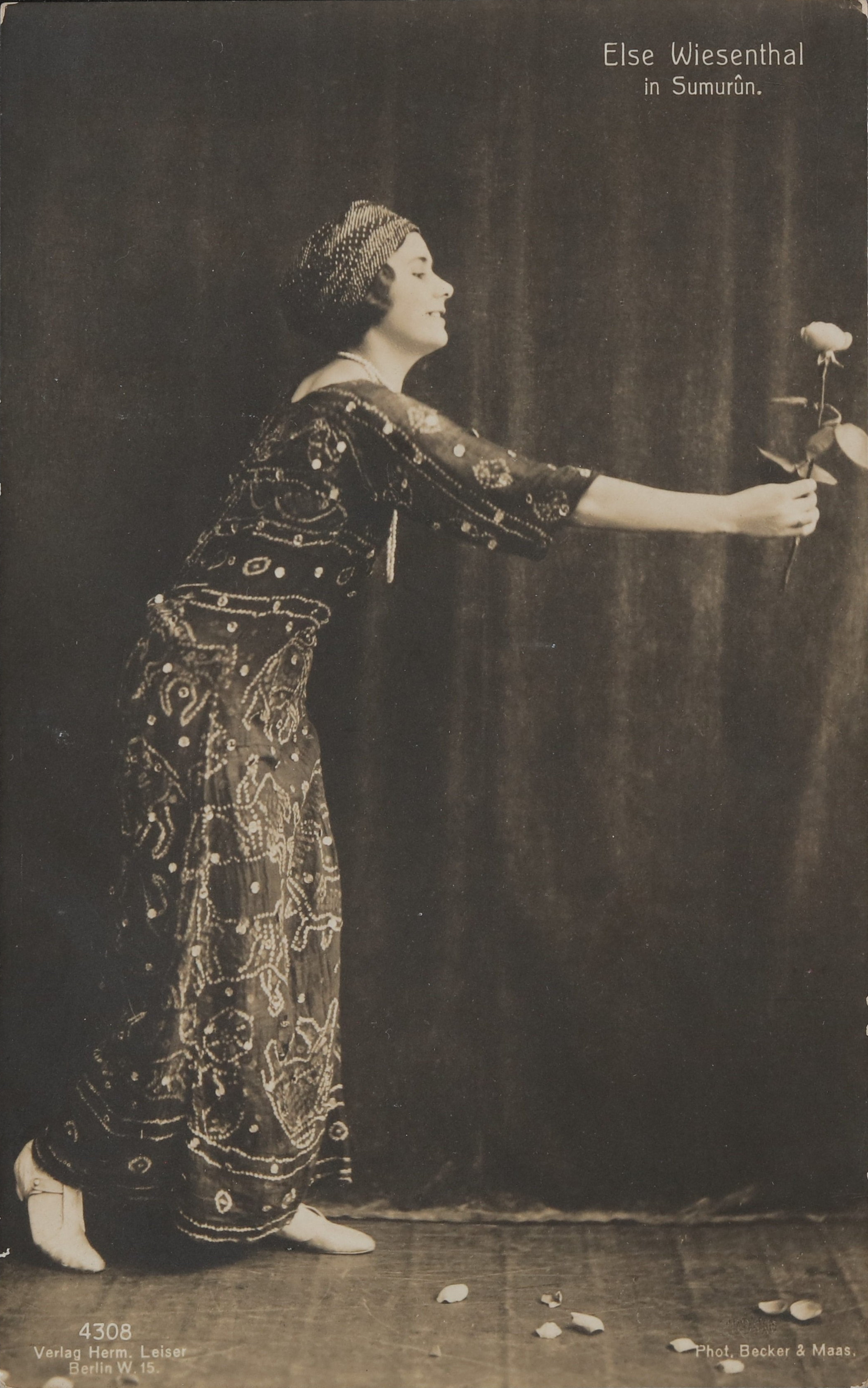
1910. Bühnenporträt-Postkarte. Elsa Wiesenthal in der Pantomime Sumurûn
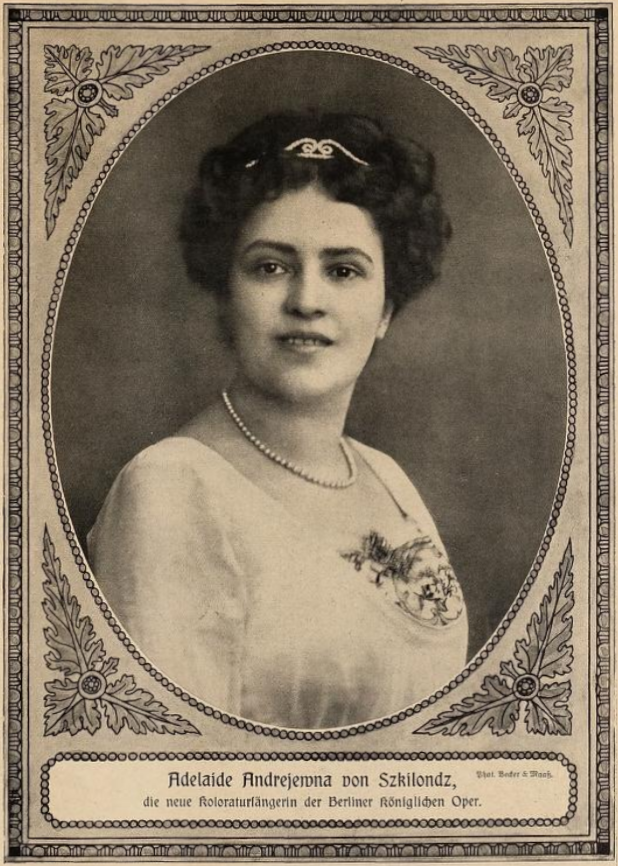
1911. Die Opernsängerin Adelaïde von Skilondz
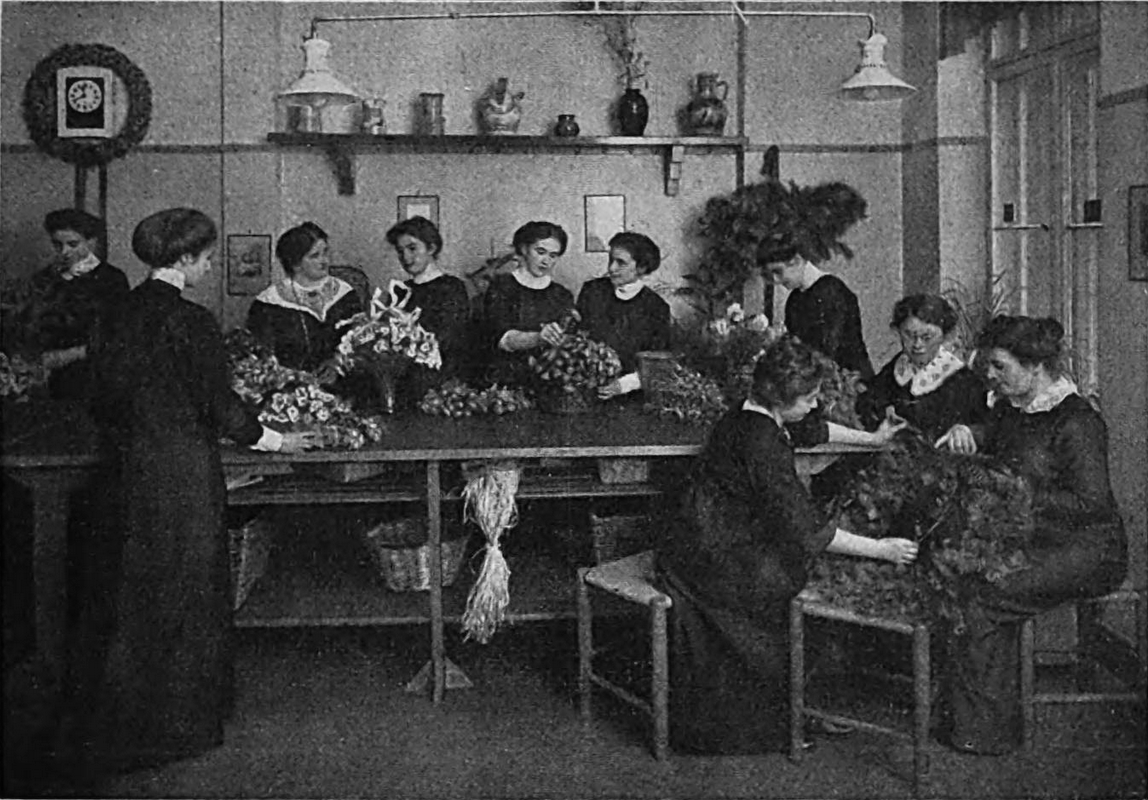
1913. In Franziska Brucks Schule für Blumenschmuck
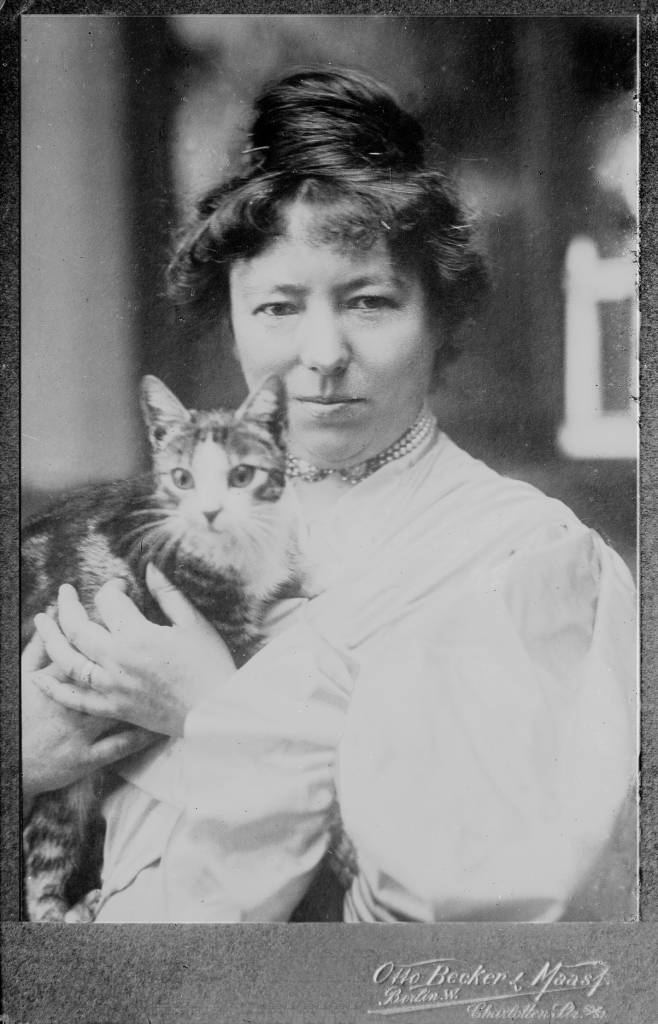
Zwischen 1904 und 1914. Die Schriftstellerin und Fotografin Marie Goslich mit Katze

### Atelierzeit Bellevuestraße

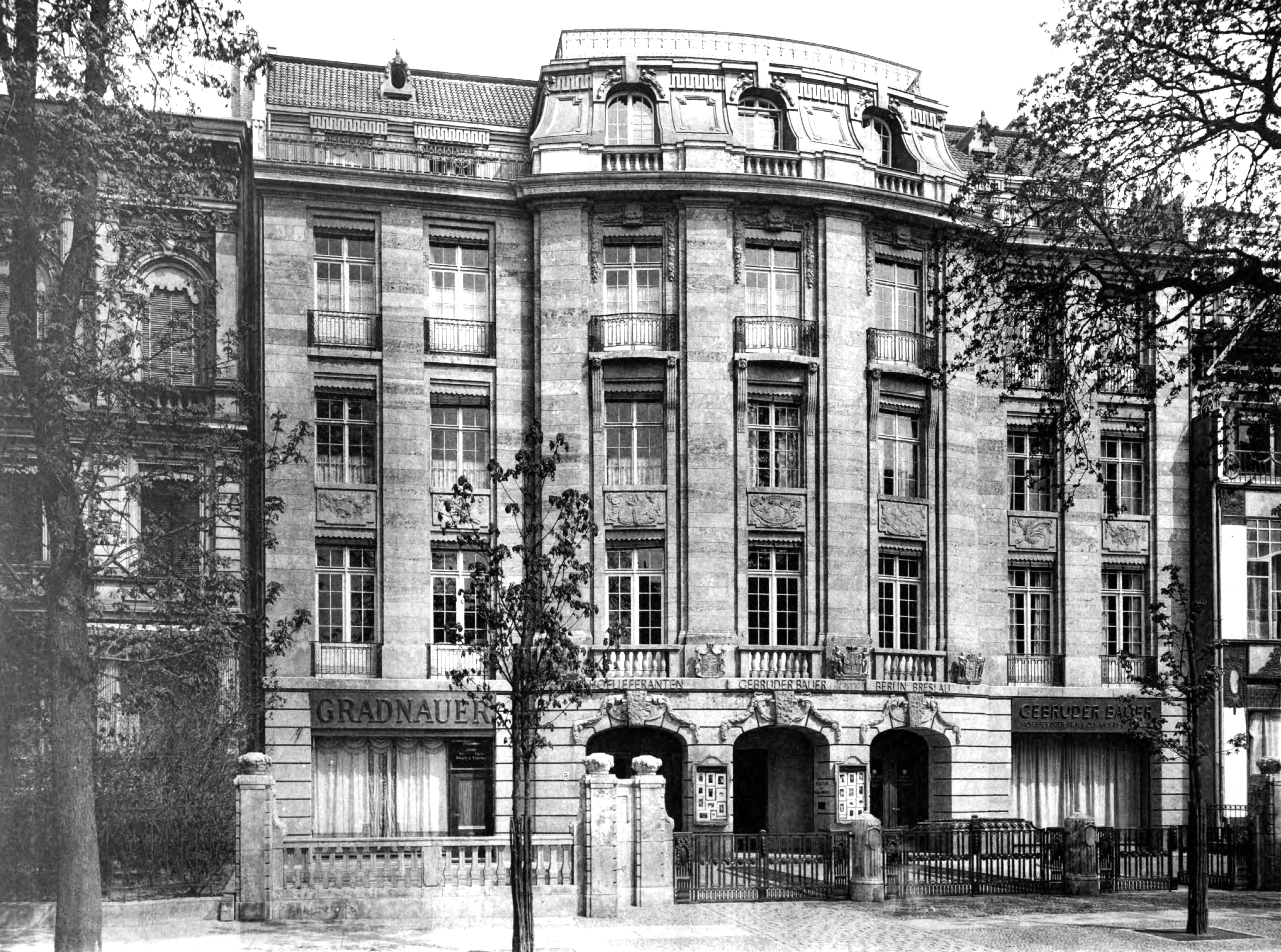
Bellevuestrasse 5 im Jahr 1908

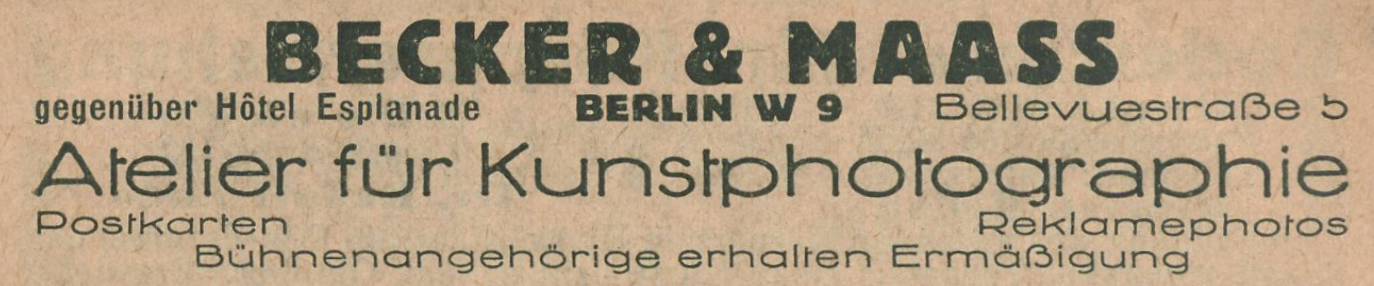
Anzeige im Deutschen Bühnenjahrbuch (1927)

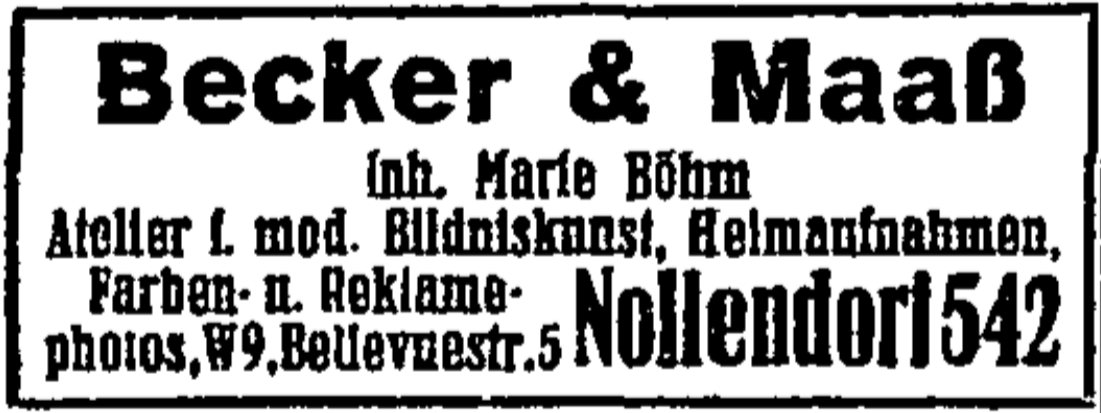
Anzeige im Berliner Adreßbuch (1930) mit dem Angebot für Farb- und Heimaufnahmen

Infolge des Brands zog Boehm im Sommer 1914 erneut um und eröffnete ihr neues Atelier im damals angesagten Tiergartenviertel, in der Bellevuestraße 5. Dieses Wohn- und Geschäftshaus war vom seinerzeit bekannten Berliner Architekten Franz Kemnitz mit Fertigstellung 1907 errichtet worden, und zwar direkt gegenüber des etwa zeitgleich entstandenen mondänen neuen Hotel Esplanade. In der gleichen Straße befanden sich 1914 zahlreiche Adressen der gehobenen Gesellschaft wie von Weinhaus Rheingold, dem Verleger August Scherl, der Porzellansammlerin Hermine Feist, der Firma Vereinigte Modehäuser Gerson-Prager-Haussdorff, Bankier Julius Stern sowie von künstlerischen Einrichtungen wie dem Künstlerhaus des Vereins Berliner Künstler, der Berliner Filiale von Vereinigte Werkstätten für Kunst im Handwerk, dem Choralion-Saal und dem Architekturatelier Lucian Bernhard.
Die Verlegung des Ateliers gab Boehm ihren Kunden durch eine vom Karikaturisten August Hajduk gezeichnete Karte und Presseanzeigen bekannt.
Während des Ersten Weltkriegs gab es einen hohen Bedarf an Bildmaterial für die Presse zu öffentlicher Unterhaltung und Mode – die Bereiche, in denen sich Boehm mit Becker & Maass bereits einen guten Namen gemacht hatte. „In Berlin, Hamburg, Köln, Frankfurt oder München blieb während des gesamten Ersten Weltkrieges mit Theatern, Varietés, Restaurants, Kaffeehäusern und Schankwirtschaften ein vielfältiges großstädtisches Unterhaltungsangebot bestehen, das Besucher oftmals in Erstaunen versetzte.“ Die Zahl der Kinos wuchs in Berlin binnen vier Jahren um mehr als ein Drittel auf 312 im November 1918. Nach dem ersten Schock für die deutschen Film- und Verleihfirmen, nach Kriegsbeginn vom internationalen Markt weitgehend ausgeschlossen zu sein, hatten sich rasch Filmproduktionsfirmen entwickelt. Ein Zentrum dabei wurde der Berliner Raum, was für die hier ansässigen Fotografen von Vorteil war. Ausschweifend angekündigt, reportiert und kritisiert wurden weiterhin Theateraufführungen und zunehmend Unterhaltungsfilme, vielfach mit Fotos unterlegt. Etliche in Berlin lebende Theaterstars wurden (auch) Stummfilmstars, so Erika Glässner, Hans Marr und Käthe Wittenberg, die Boehm weiterhin porträtierte. Neue Talente wie Hedda Vernon und Lu Synd kamen für ihr Atelier hinzu.
Vor dem Krieg waren fotografische Modebeilagen in der deutschsprachigen Presse häufig Pariser Herkunft, vor allem von den Ateliers Reutlinger und Henri Manuel. Der Konkurrenzdruck auf die einheimischen Ateliers war groß. Mit Kriegsbeginn 1914 hörte die Zufuhr französischer Bilder auf. Beim gleichzeitigen Darstellen des politisch geforderten Modeumschwung für Frauen – schlicht, praktisch, möglichst patriotisch – wurden nun mehr Modefotos aus dem Staatsraum der eigenen Kriegsparteien benötigt. Dies galt sowohl für Österreich-Ungarn als auch das Deutsche Kaiserreich. Fotos von Becker & Maass wurden beispielsweise vermehrt in der führenden österreichischen Modezeitschrift Wiener Mode gedruckt.
In der Nachkriegszeit florierte der Absatz von Starpostkarten mit Autogramm als Fan- und Sammelobjekt. Viele der angesagten Film- und Theaterschauspieler übergaben und versendeten selbst ihre signierten Porträts oder Szenenbilder. Boehm bediente diesen Markt teils im Eigenverlag. Im größeren Maße jedoch tauchten ihre Fotos als Porträtserien in Fremdverlagen auf. Besonders umfangreich waren z. B. die Abgaben an die Berliner Hermann-Leiser-Verlag, Rotophot AG, die auch im Ausland agierte, und Ross-Verlag.
Becker & Maass-Fotos finden sich ebenso auf Zigarettenbildern, z. B. von Eckstein-Halpaus in Dresden.

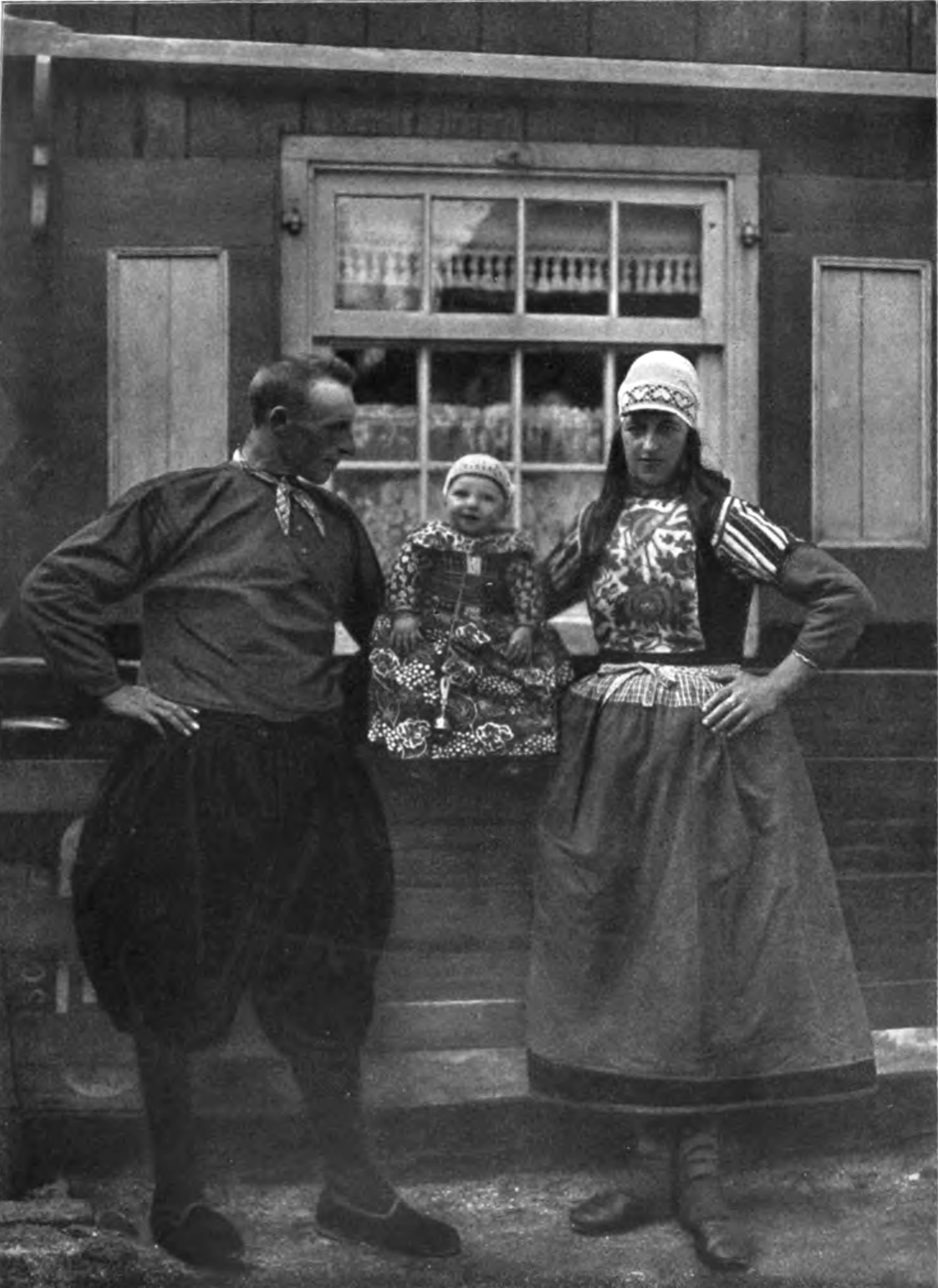
1914. Außenaufnahme. Fischerfamilie in Volendam
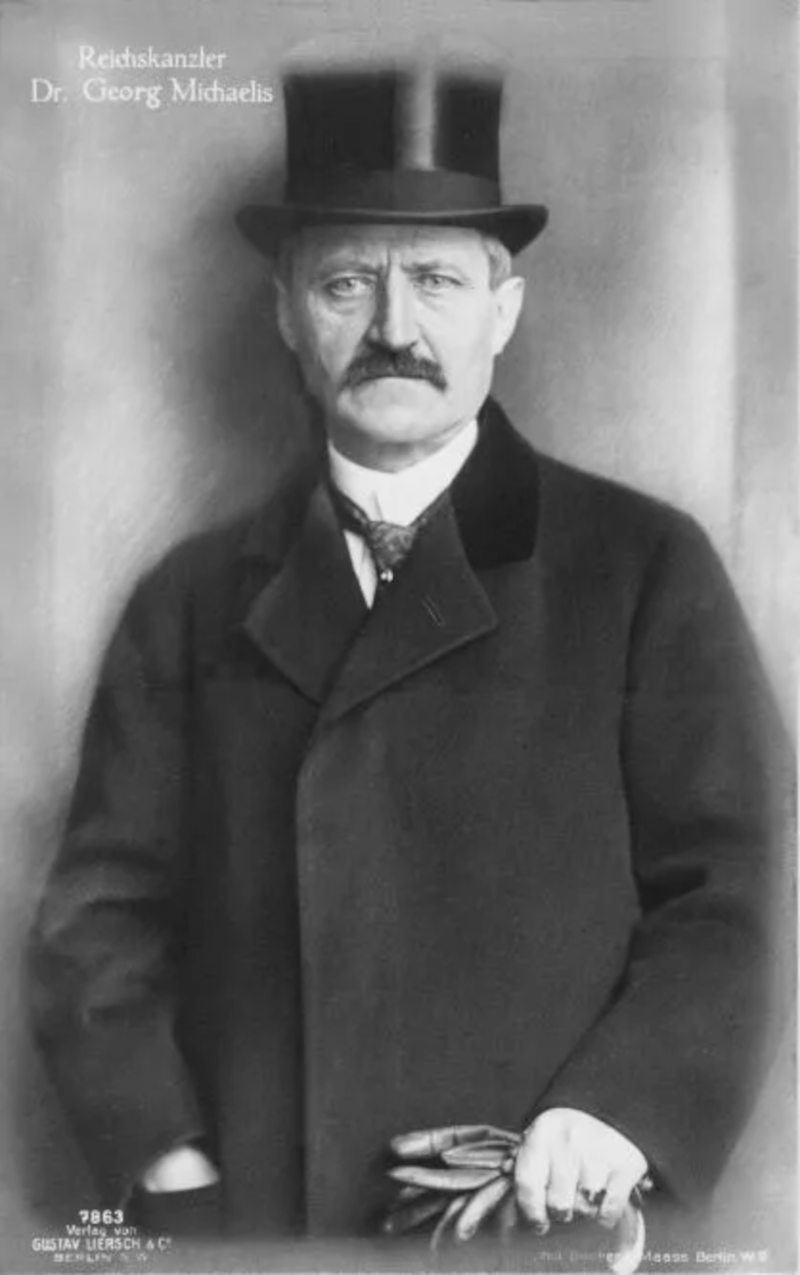
1917. Porträtpostkarte. Georg Michaelis als Reichskanzler
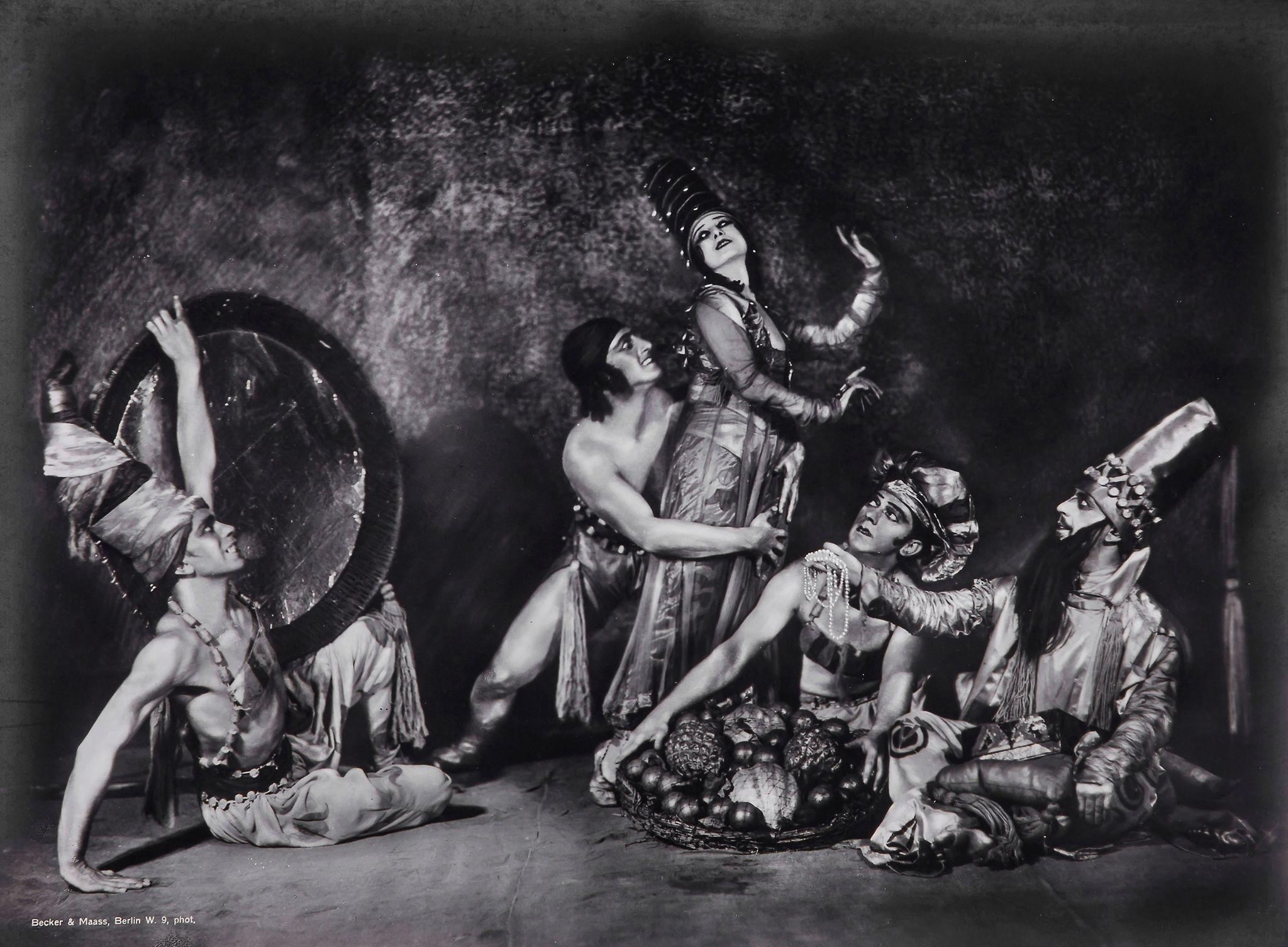
1920. Ballettszene. Anna Pavlova in Assyrischer Tanz
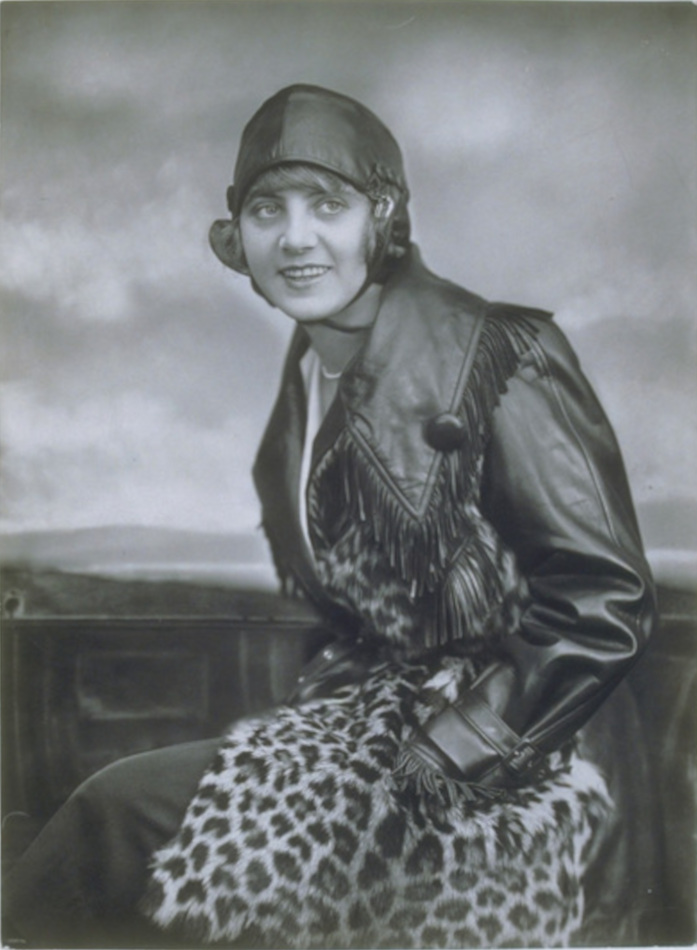
1921. Modefoto. Die Schauspielerin Ossi Oswalda in einer Lederjacke zur Automode Die Frau am Steuer
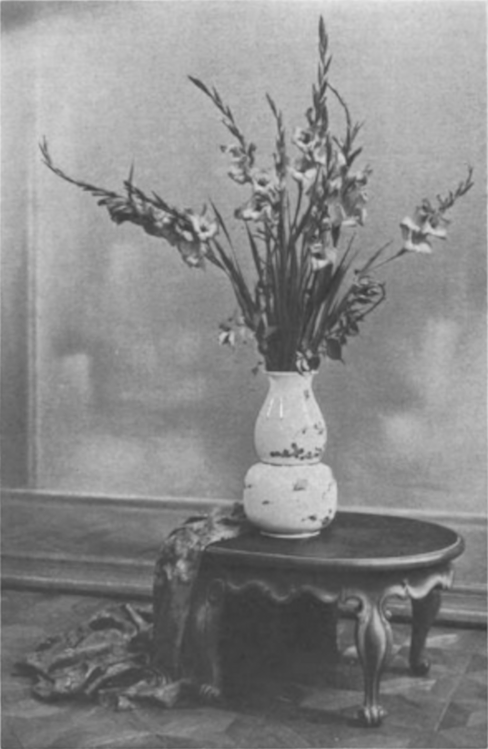
1925. Wohnkultur. Gladiolen-Arrangement als frühherbstlicher Schmuck von Franziska Bruck
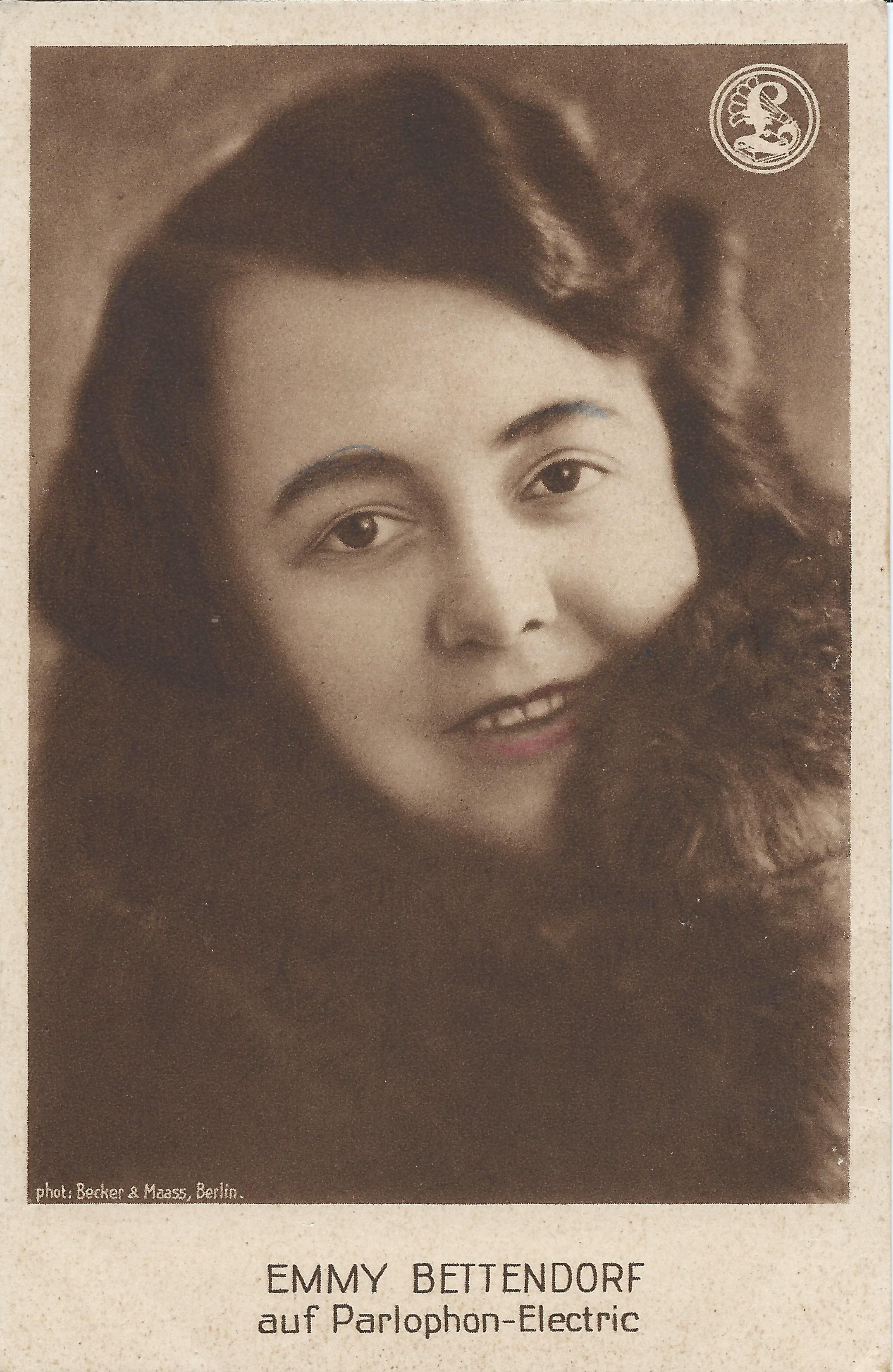
1928. Porträtpostkarte mit der Sopranistin Emmy Bettendorf zur Werbung für Parlophon-Electric-Schallplatten.

## Übergabe an Victor Festl-Hohenfels und letzte Jahre

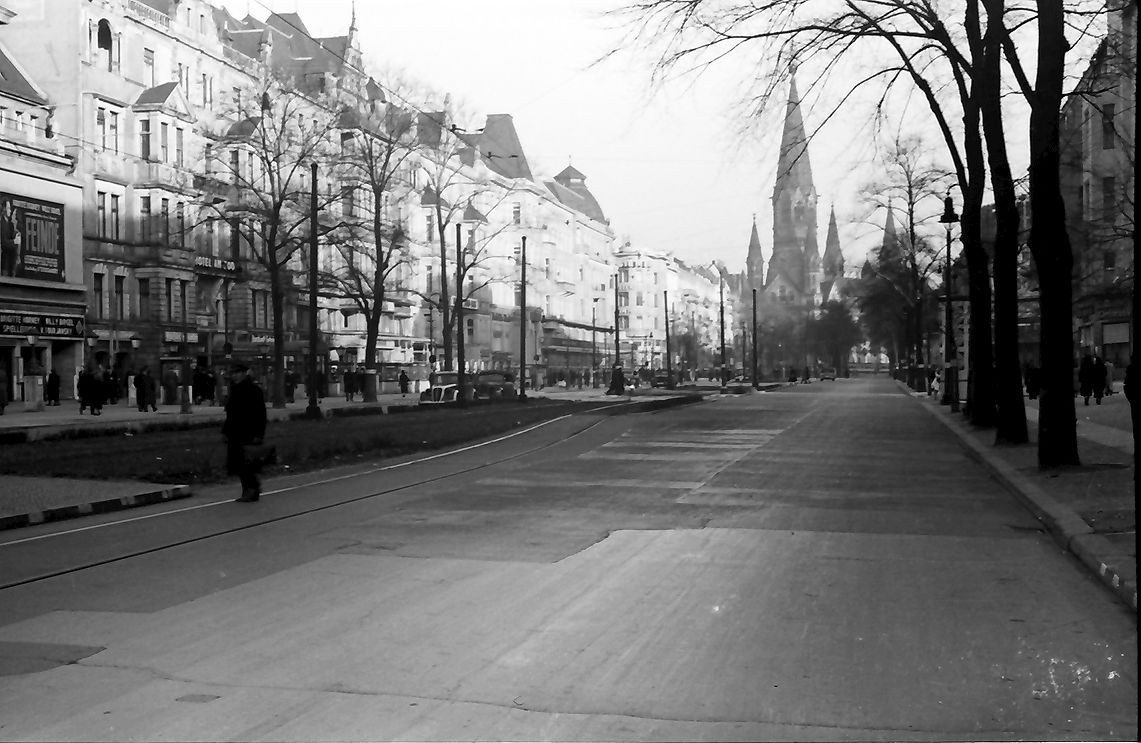
Kurfürstendamm im Jahr 1940, links auf das Hotel folgend die Nr. 24. Foto: Willy Pragher

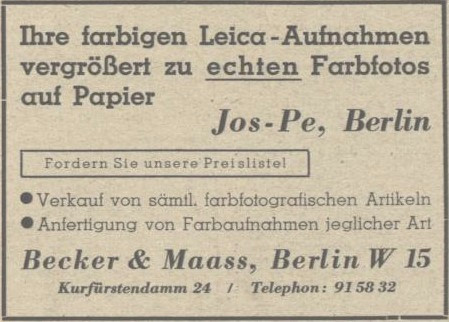
Anzeige im Fachblatt Photographische Chronik (1944)

Zum 1. Juli 1933 verkaufte Boehm Otto Becker & Maaß photogr. art. Atelier Heinr. Maaß an die Witwe Else Kuznitzki, geb. Ziegeler. Der Verkaufswert betrug 30.000 Reichsmark. Das entspricht etwa einem Wert von 141.000 Euro im Jahr 2020.
Am 25. Juli 1933 schlossen Kuznitzki und der als ‚Artist‘ bei den Behörden gemeldete Österreicher Victor Festl-Hohenfels (1897–1988), beide in Berlin wohnend, einen Kommanditvertrag. Die Handelsregister-Information darüber, dass diese Kommanditgesellschaft bereits mit dem 1. Juli begann, erschien im Deutschen Reichsanzeiger allerdings erst Anfang Oktober. Persönlich haftender Gesellschafter war Festl-Hohenfels, nur beschränkt haftende Kommanditistin Kuznitzki.
Im Mai 1937 machten die Inhaber bekannt, dass die Kommanditeinlage Kuznitzkis herabgesetzt wurde.
Die Abfolge der Vorgänge legt die Vermutung nahe, dass Kuznitzki als Strohmann für die Übergabe der Firma von Boehm an Festl-Hohenfels fungierte. Dies deckt sich mit der späteren Darstellung in Hohenfels’ Biografie: „Seiner Geschäftspartnerin, einer 74jährigen (sic!) Jüdin, verhalf er mit hohem finanziellem Einsatz zur Flucht nach London, was seine abermalige Verhaftung zur Folge hatte.“
Unter Festl-Hohenfels wurden vor allem Pressefotografien für Zeitungen, Verlagsanstalten sowie Industrie- und Handelsfirmen in Deutschland und im Ausland hergestellt. Er nutzte zudem das auf ca. 80.000 Platten angewachsene Archiv für die Erstellung und den Verkauf von Kollektionen an in- und ausländische Verleger. Zeitweilig beschäftigte er bis zu elf Angestellte.
Ende 1937/Anfang 1938 verließ Festl-Hohenfels mit Becker & Maass die gesellschaftspolitisch exponierte Lage im Tiergartenviertel und betrieb das Atelier am Kurfürstendamm 24 weiter, sich wie in den Folgejahren nur als Inhaber und Kaufmann bezeichnend. Es ist (Stand 2023) nicht bekannt, welche Gründe im Einzelnen zur Standortänderung führten. Das neue Domizil befand sich neben dem Hotel am Zoo und rückseitig fast angrenzend an die später während der Novemberpogrome 1938 zerstörte Synagoge Fasanenstraße. Es ist nicht erhalten. Werbung und Einträge im Branchenverzeichnis ließ Festl-Hohenfels ohne seinen Namen. Eine Woche vor Kriegsende brannten seine Räumlichkeiten vollständig ab.
Nach dem Ende des Krieges gab es keine Gewerbetätigkeit bei Becker & Maass mehr. Fest-Hohenfels arbeitete von Mai 1945 bis August 1947 angestellt am Aufbau des Berliner Rundfunks in der Sowjetischen Besatzungszone Berlins, wechselte dann in die Britische Besatzungszone und war in den Folgejahren als freischaffender Dirigent und Komponist aktiv. Die Löschung der Firma Becker & Maass aus dem Handelsregister erfolgte am 18. August 1957.

## Forschung und Datenlage
Stand Februar 2024 gibt es keine publizierten wissenschaftlichen Forschungsergebnisse zu Becker & Maass oder den Biografien von Otto Becker, Heinrich Maass, Marie Boehm und Victor Hohenfels. Es existiert lediglich ein auf einer Quellenrecherche basierender Teilabschnitt in der Firmendarstellung, die in der Deutschen Fotothek über die Bildbeschreibung eines beliebigen Fotos von Becker & Maass abrufbar ist. Als Rechercheur ist Kunstbibliothek, Staatliche Museen zu Berlin, angegeben. Fakten nach 1933, die wahrscheinlich aus der Akte des Handelsregisters Berlin stammen, sind jedoch mit im Internet beleglos kursierenden falschen Angaben vermischt, dazu teilweise ungenau in der Aussage, übergeneralisierend und sich widersprechend dargestellt, und so nur teilweise belastbar.
Auf verschiedenen Fotografiehistorie behandelnden oder etwas davon angebenden Websites existieren zahlreiche unbelegte Kurzdarstellungen mit sehr unterschiedlichen Jahres- und Abfolgedaten. Von einigen wissenschaftlich aufgebauten Archiven (Universitäten, Museen, Stadtarchive) wurden diese und damit die Fehler in unterschiedlichem Umfang übernommen. Gelegentliche Literaturangaben erweisen sich bei Überprüfung als Bildnachweise. Ebenso wie die Erforschung der Firmengeschichte fehlt Stand Februar 2024 die wissenschaftliche Darstellung des Gesamtwerks von Becker & Maass oder eines seiner Teilgebiete.

### Wer fotografierte?
Die Partnerschaft zwischen dem Fotografen Otto Becker und dem Maler Heinrich Maass dauerte nur zwei Jahre. Für Becker ist im Adressbuch für 1892 eine geänderte Wohnadresse weit südlich von Berlin auf einem Berliner Stadtgut angegeben, auch starb er nach langer Krankheit. Heinrich Maass trat während ihrer Geschäftszeit als Maler und Fotograf auf, wurde im Juni 1896 in den Photographischen Verein zu Berlin aufgenommen. Stand 2023 ist kein angestellter Fotograf aus zeitgenössischen Quellen ablesbar. Gleiches gilt für die fast 37-jährige Atelierzeit der damals sehr bekannten Marie Boehm. Else Lasker-Schüler gab 1910 in ihrem Essay den Eindruck eines Ateliers mit genau dieser Fotografin. Dies kann nur als Indiz gewertet werden. Zum 25-jährigen Geschäftsjubiläum Boehms 1921 jedoch ist zu lesen: „Die Aufnahmen macht sie stets selbst.“  Festl-Hohenfels beschäftigte zeitweilig fünf Fotografen.